# Cnemarchus
Genre
Cnemarchus est un genre d'oiseaux de la famille des Tyrannidae.

## Répartition
Les oiseaux du genre Cnemarchus se rencontrent en Amérique du Sud.

## Liste des espèces
Selon la classification de référence du Congrès ornithologique international (13 février 2024) (ordre phylogénique) :
- Cnemarchus erythropygius  (P.L.Sclater, 1853) – Moucherolle à croupion roux
- Cnemarchus rufipennis (Taczanowski, 1874) – Pépoaza à ailes rousses

## Classification
Le nom valide complet (avec auteur) de ce taxon est Cnemarchus Ridgway, 1905,.

## Étymologie
Le nom générique, Cnemarchus, dérive du grec ancien κνημός, knêmós, « flanc boisé d'une montagne », et ἀρχός, arkhós, « chef », et 
pourrait donc se traduire comme, par exemple, par le « roi des flancs de montagne ».

## Publication originale
- (en) Robert Ridgway, « Descriptions of some new genera of Tyrannidae, Pipridae, and Cotingidae », Proceedings of the Biological Society of Washington, Washington, Biological Society of Washington (d), vol. 18,‎ 2 septembre 1905, p. 207-210 (ISSN 0006-324X et 1943-6327, OCLC 1536434, lire en ligne).